# قورباغه‌های باران
قورباغه‌های باران (نام علمی: Brevicipitidae) نام یک تیره از راسته قورباغه است.